# Площадь Свободы (Рязань)
Площадь Свобо́ды (ранее — Воскресенская) — площадь в центральной части Рязани на пересечении улиц Свободы и Грибоедова.

## История

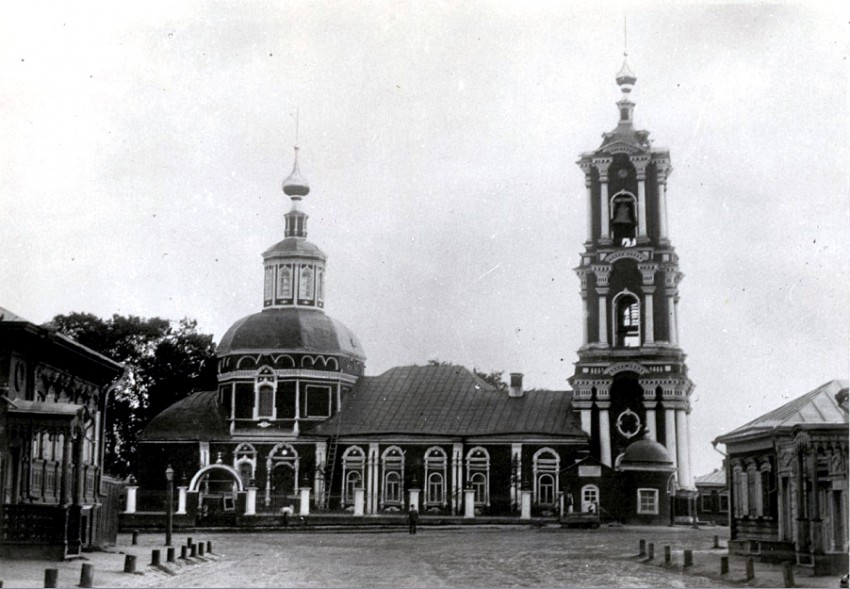
Церковь Воскресения Господня.

Площадь была образована по генеральному плану застройки Рязани 1780 года. Название Воскресенская получила по располагавшейся в центре площади церкви Воскресения Господня, известной с 1550 года. В 1683 году старая деревянная церковь была заменена каменным храмом, выстроенным архитектором Я. Г. Бухвостовым.
В 1919 году площадь была переименована в площадь Свободы.
В 1950 году была снесена колокольня Воскресенской церкви, а в 1954 году и сам храм. На месте храма появились цветочные часы.
В 1967 году на площади была установлена стела в честь 50-летия Октябрьской революции. Демонтирована в 2017 году.

## Здания
- Дом № 2 — аптека;

- Дом № 4 — торговый центр «Зодиак»;

- Дома № 11, 13, 14 — 4-этажные жилые дома.

## Транспорт
На площади пересекаются две оживленные городские магистрали — улицы Свободы и Грибоедова.
| Остановка Общественного Транспорта | Троллейбусы | Автобусы                       | Примечание |
| ---------------------------------- | ----------- | ------------------------------ | ---------- |
| Площадь Свободы                    | 3, 10       | 23, 41, 46, 62, 65, 66, 75, 99 |            |